# Државни савјет (Данска)
Државни савјет (дан. Statsrådet) је краљевски савјетодавни орган у Данској.
Састоји се од монарха, министара и насљедника престола (уколико је пунољетан). Државним савјетом предсједава монарх, а уколико је он спријечен онда његов регент (дан. Rigsforstander). Главна дужност Државног савјета је да даје краљевске потврде (санкције) које премапотисују монарх и ресорни министар. Прије него што се да сагласност ресорни министар образлаже законски предлог који се претреса. Монарх не сноси одговорност за дату краљевску потврду.
Државни савјет мора званично одобрити све законске предлоге који се шаљу на на претрес Фолкетингу. Он даје сагласности и на све државне послове које врши монарх у својству шефа државе.
Рад Државног савјета је тајан.